# الخريطة القشرية
الخرائط القشرية Cortical maps هي مجموعات (مناطق) من الأعمدة الصغيرة في قشرة الدماغ التي تم تحديدها على أنها تؤدي وظيفة معالجة معلومات محددة ( خرائط نسيج ، خرائط ملونة ، خرائط محيطية ، إلخ. ).

## الخرائط القشرية
غالبًا ما يتم وصف التنظيم القشري ، خاصة للأنظمة الحسية ، من حيث الخرائط. على سبيل المثال ، المعلومات الحسية من مشاريع القدم إلى موقع قشري واحد والإسقاطات من جهة هدف اليد في موقع آخر. نتيجة لهذا التنظيم الجسدي للمدخلات الحسية للقشرة ، فإن التمثيل القشري للجسم يشبه الخريطة (أو homunculus ).
في أواخر السبعينيات وأوائل الثمانينيات من القرن الماضي بدأت عدة مجموعات من الباحثين في استكشاف آثار إزالة أجزاء من المدخلات الحسية . استخدم مايكل Merzenich و Jon Kaas و Doug Rasmusson الخريطة القشرية كمتغير تابع . ووجدوا — وقد تم دعم ذلك من خلال مجموعة واسعة من المختبرات — أنه إذا تم حرمان الخريطة القشرية من مدخلاتها ، فسيتم تنشيطها في وقت لاحق استجابةً لمدخلات أخرى مجاورة عادةً. على الأقل في النظام الحسي الجسدي تم استكشاف هذه الظاهرة بشكل شامل ، قام JT Wall و J Xu بتتبع الآليات الكامنة وراء هذه اللدونة. إعادة التنظيم ليست ناشئة من القشرة ، ولكنها تحدث على كل مستوى في تسلسل المعالجة الهرمي ؛ ينتج عن هذا تغييرات في الخريطة شوهدت في القشرة الدماغية.
بدأ ميرزينيتش و وليام جينكينز في عام (1990) دراسات تتعلق بالتجربة الحسية ، دون اضطراب مرضي ، باللدونة الملحوظة قشريًا في نظام الحسية الجسدية لدى الرئيسيات ، فاكتشفا أن المواقع الحسية تنشط في معامل سلوك فعّال متزايد في تمثيلها القشري . بعد ذلك بوقت قصير ، بذل فورد إبنر وزملاؤه (1994) جهودًا مماثلة في القشرة البرميلية barrel cortex لشعر القوارض (وهو أيضًا النظام الحسي الجسدي). تباعدت هاتان المجموعتان من الباحثين إلى حد كبير على مر السنين. أصبحت جهود برميل شعيرات القوارض محط اهتمام إبنر ، وماثيو دايموند ، ومايكل أرمسترونج جيمس ، وروبرت ساشديف ، وكيفن فوكس ، وتم إجراء إنجازات كبيرة في تحديد موضع التغيير باعتباره في المشابك القشرية التي تعبر عن مستقبلات NMDA ، وفي اعتبار المدخلات الكولينية كضروري للتعبير الطبيعي. ولكن كانت دراسات القوارض ضعيفة التركيز على النهاية السلوكية ، واكتشف رون فروستيج ، ودانيال بولي (1999 ، 2004) التوليفات السلوكية على أنها تسبب تأثيرًا كبيرًا على اللدونة القشرية في هذا النظام.
استمر ميرزينيتش ، و "د. ت. بليك" (2002 ، 2005 ، 2006) في استخدام الغرسات القشرية لدراسة تطور اللدونة في كل من الأنظمة الحسية الجسدية والسمعية. يظهر كلا النظامين تغييرات مماثلة فيما يتعلق بالسلوك . عندما يقترن محفز معرفي بتعزيز ، تتم تقوية تمثيله القشري وتكبيره. في بعض الحالات ، يمكن أن تزيد التمثيلات القشرية مرتين إلى ثلاثة أضعاف خلال يوم أو يومين ، في الوقت الذي يتم فيه اكتساب السلوك الحسي الحركي الجديد ، وتنتهي التغييرات بشكل كبير في غضون أسابيع قليلة . تظهر دراسات التأكد أن هذه التغييرات لا تنتج عن التجربة الحسية وحدها : فهي تتطلب التعلم عن التجربة الحسية ، وتكون أقوى للمحفزات المرتبطة بالمكافأة ، وتحدث بنفس السهولة في سلوكيات التكييف الفعالة والكلاسيكية.
ظاهرة مثيرة للاهتمام تنطبق على الخرائط القشرية ، وهي حدوث ظاهرة الأطراف الشبحية (انظر راماشاندران ). هذا الوصف شائع عند الأشخاص الذين خضعوا لبتر في اليدين والذراعين والساقين ، ولكنه لا يقتصر على الأطراف. الشعور الوهمي بالطرف - والذي يُعتقد أنه ناتج عن عدم التنظيم في خريطة الدماغ وعدم القدرة على تلقي المدخلات من المنطقة المستهدفة - قد يكون مزعجًا أو مؤلمًا . بالمناسبة ، هو أكثر شيوعًا بعد فقد غير متوقع من عمليات بتر . هناك ارتباط كبير مع مدى إعادة رسم خريطة مخية ومدى الألم الوهمي. عندما يتلاشى ، فهو مثال وظيفي رائع لنشأة وصلات عصبية جديدة في دماغ الإنسان البالغ.
يفصل نورمان دويدج ، باتباعه طريقة مايكل ميرزينيتش ، مظاهر المرونة العصبية بين تكيفات لها عواقب سلوكية إيجابية أو سلبية. على سبيل المثال ، إذا تمكن الكائن الحي من التعافي بعد السكتة الدماغية إلى مستويات الأداء الطبيعي ، فيمكن اعتبار هذا التكيف مثالًا على "اللدونة الإيجابية". وأن حدوث مستوى مفرط من النمو العصبي يؤدي إلى تشنج أو شلل التوتر ، أو إفراط في إطلاق الناقلات العصبية استجابة لإصابة التي يمكن أن تقتل الخلايا العصبية ؛ هذا يجب أن يعتبر لدونة "سلبية". بالإضافة إلى ذلك ، يعتبر إدمان المخدرات والوسواس القهري مثالان على "اللدونة السلبية" من قبل دكتور دويدج ، حيث أن إعادة الأسلاك المشبكية الناتجة عن هذه السلوكيات هي أيضًا غير قادرة على التكيف بدرجة كبيرة. 
وجدت دراسة أجريت عام 2005 أن تأثيرات المرونة العصبية تحدث بسرعة أكبر مما كان متوقعًا في السابق. تم تصوير أدمغة طلاب الطب خلال الفترة التي كانوا يدرسون فيها لامتحاناتهم. في غضون أشهر ، زادت المادة الرمادية للطلاب بشكل ملحوظ في القشرة الجدارية الخلفية والجانبية. 

## أنظر أيضا
- إعادة رسم الخرائط القشرية